# كينيا مور
كينيا سمر مور دالي (بالإنجليزية: Kenya Moore)‏ (من مواليد 24 يناير 1971) ممثلة أمريكية، عارضة أزياء، منتج، مؤلف، شخصية تلفزيونية، وسيدة أعمال. شاركت في البطولة في سلسلة ربات البيوت الحقيقيات من أتلانتا إلى 2018 ، اشتهرت في عام 1993 بعد فوزه في مسابقة ملكة جمال الولايات المتحدة الأمريكية ما منحها فرصة التنافس في مسابقة ملكة جمال الكون 1993 في ذلك العام وأنهت المسابقة من بين المراكز الستة الأولى، ظهرت لاحقا في أدوار ثانوية في أفلام منها فيلم في انتظار الزفير (1995)، وفيلم أنا أعرف من قتلني (2007).

## روابط خارجية
- كينيا مور على موقع IMDb (الإنجليزية)
- كينيا مور على موقع ألو سيني (الفرنسية)
- كينيا مور على موقع ميوزك برينز (الإنجليزية)
- كينيا مور على موقع أول موفي (الإنجليزية)
- كينيا مور على موقع قاعدة بيانات الأفلام السويدية (السويدية)
- كينيا مور على موقع إن إن دي بي (الإنجليزية)
- كينيا مور على موقع قاعدة بيانات الفيلم (الإنجليزية)
- كينيا مور على موقع كينوبويسك (الروسية)